# Partridge (Kansas)
Partridge è un comune degli Stati Uniti d'America, situato nello Stato del Kansas, nella Contea di Reno.